# Kartuzy (công xã)
Gmina Kartuzy là một Gmina đô thị-nông thôn (công xã) ở Kartuzy, Pomeranian Voivodeship, ở miền bắc Ba Lan. Khu vực hành chính của nó là thị trấn Kartuzy, nằm cách khoảng 29 kilômét (18 mi) về phía tây thủ đô khu vực Gdańsk.
Gmina có diện tích 205,28 kilômét vuông (79,3 dặm vuông Anh)   và tính đến năm 2006, tổng dân số của nó là 31.100 (trong đó dân số Kartuzy lên tới 15.263, và dân số của vùng nông thôn của Gmina là 15.837).
Gmina chứa một phần của khu vực được bảo vệ gọi là Công viên cảnh quan Kashubian.

## Làng
Ngoài Gmina Kartuzy, Gmina Kartuzy còn có các ngôi làng và khu định cư của: 
- Bącz
- Bernardówka
- Bór-Okola
- Borowiec
- Borowo
- Brodnica Dolna
- Brodnica Górna
- Bukowa Góra
- Burchardztwo
- Bylowo-Leśnictwo
- Chojna
- Cieszonko
- Dzierżążno
- Dzierżążno-Leśnictwo
- Głusino
- Grzebieniec
- Grzybno
- Grzybno Górne
- Kaliska
- Kalka
- Kamienna Góra
- Kamionka
- Kamionka Brodnicka
- Kępa
- Kiełpino
- Kolonia
- Kosy
- Kozłowy Staw
- Krzewino
- Łapalice
- Lesińce
- Leszno
- Melgrowa Góra
- Mezowo
- Mirachowo
- Młyńsko
- Mokre Łąki
- Nowa Huta
- Nowinki
- Nowiny
- Olszowe Błoto
- Ostowo
- Pieczyska
- Pikarnia
- Pomieczyńska Huta
- Prokowo
- Prokowskie Chrósty
- Przybród
- Przytoki
- Raj
- Ręboszewo
- Sarnówko
- Sarnowo
- Sianowo
- Sianowo Leśne
- Sianowska Huta
- Sitno
- Smętowo Chmieleńskie
- Smętowo Leśne
- Smolne Błoto
- Staniszewo
- Stara Huta
- Stążki
- Strysza Buda
- Sytna Góra
- Szade Góry
- Szklana Huta
- Szotowo
- Ucisko
- Złota Góra

## Gmina lân cận
Gmina Kartuzy giáp với các Gmina của Chmielno, Linia, Przodkowo, Sierakowice, Somonino, Stężyca, Szemud và ukowo.